# 니벨룽의 반지

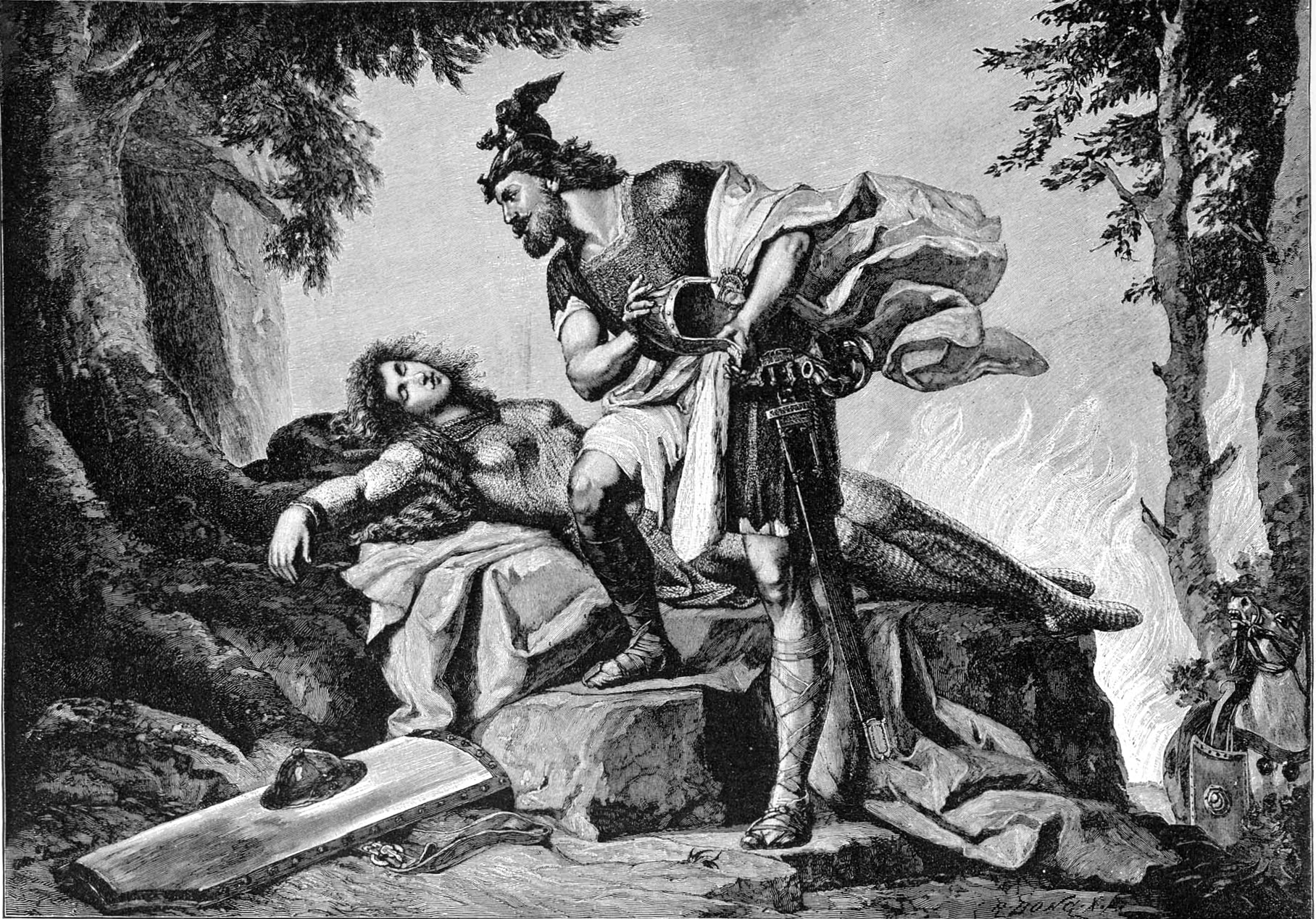

니벨룽의 반지(독일어: Der Ring des Nibelungen, WWV 86)는 독일의 작곡가 리하르트 바그너가 작곡한 4개 악장의 서사 악극곡이며 오페라 역사상 가장 중요한 위대한 걸작 가운데 하나라는 평가를 받는다. 저주 받은 반지가 저주에서 풀려나기까지의 여정과 그 반지를 둘러싼 다양한 인물들의 이야기를 담고 있으며 푸치니를 비롯한 이후 작곡가 세대에 깊은 영향을 끼쳤다.
이 오페라는 고대 노르웨이와 아이슬란드의 전설집인 사가(saga) 및 중세 독일의 영웅 서사시 니벨룽의 노래에 기초하여 대폭 창작되었다. 이들을 대개 ‘반지 사이클’, ‘바그너의 반지’, 또는 간단히 ‘반지’라고 부른다.
1848년부터 1874년까지 약 26년이 걸렸으며 바그너 혼자 대본을 쓰고 음악을 작곡했다. 반지를 이루는 4개의 악장극은 다음의 순서대로 연주된다.
- 제1부 (전야) 라인의 황금(Das Rheingold)
- 제2부 (제1야) 발퀴레(Die Walküre)
- 제3부 (제2야) 지크프리트(Siegfried)
- 제4부 (제3야) 신들의 황혼(Götterdämmerung)

니벨룽의 반지는 크게 보탄을 중심으로 하는 신들의 세계, 난쟁이 니벨룽족의 세계, 지크프리트를 중심으로 하는 인간의 세계로 구성되어 있으며, 신들의 세계가 몰락한 후 인간의 세계가 새로이 탄생되는 과정이 묘사되고 있다. 반지를 둘러싸고 펼쳐지는 권력을 향한 인간의 욕망, 사랑, 배신, 복수 그리고 종말을 통한 권력의 허망함, 인생의 덧없음 등 인간의 삶에 있어 보편적인 주제를 다루고 있다.
연주시간은 약 16시간으로 각각의 악장극들은 독립적이지만 완전한 이해를 위해서는 작곡가가 의도한 바와 같이 4개 모두(또는 전야제 작품인 라인의 황금을 제외하더라도 3개)를 같이 봐야 한다.

## 등장 인물
- 보탄(오딘) - 신들의 우두머리 (Baritone)
- 프리카 - 결혼의 신, 보탄의 아내 (Mezzo Soprano)
- 프레야 - 젊음의 여신, 프리카의 동생 (Soprano)
- 로게 - 불의 신 (Tenor)
- 알베리히 - 니벨룽족의 난쟁이 (Baritone)
- 미메 - 알베리히의 동생, 대장장이 (Tenor)
- 프로 - 행복의 신 (Tenor)
- 도너(토르) - 천둥번개의 신 (Baritone)
- 에르다 - 대지와 지혜의 여신 (Alto)
- 보글린데 - 라인의 처녀 (Soprano)
- 플로스힐데 - 라인의 처녀 (Mezzo Soprano)
- 벨군데 - 라인의 처녀 (Soprano)
- 파프너, 파졸트 - 거인 (Bass)
- 에르다 (Erda): 콘트랄토
- 지크문트 (Siegmund): 테너
- 지클린데 (Sieglinde): 소프라노
- 훈딩 (Hunding): 베이스
- 브륀힐데 (Brünnhilde): 소프라노
- 게르힐데 (Gerhilde): 소프라노
- 헬름비게 (Helmwige): 소프라노
- 오르틀린데 (Ortlinde): 소프라노
- 발트라우테 (Waldraute): 메조 소프라노
- 슈베르틀라이테 (Schwertleite): 콘트랄토
- 지크루네 (Siegrune): 메조 소프라노
- 그림게르데 (Grimgerde): 콘트랄토
- 로스바이세 (Roßweiße): 메조 소프라노
- 지크프리트 (Siegfried): 테너
- 숲의 새 (Ein Waldvogel): 소프라노 - 직접 출연하지는 않고 무대 뒤에서 노래한다.
- 세 명의 노른 (Die Nornen): 베르단디: 소프라노, 울드: 메조 소프라노, 스쿨드: 콘트랄토
- 군터 (Gunther): 바리톤
- 구트루네 (Gutrune): 소프라노
- 하겐 (Hagen): 베이스

## 악기편성
피콜로, 플루트3 (1대는 피콜로 겸함), 오보에4 (1대는 잉글리시 호른 혹은 알토 오보에 겸함), 클라리넷3, 베이스 클라리넷, 색소폰, 바순3 콘트라바순, 호른 8 (4대는 바그너 튜바를 겸함), 트럼펫3, 베이스 트럼펫, 트럼본4, 튜바, 팀파니 2, 작은북, 심벌즈, 탐탐, 트라이앵글, 글로켄슈필, 하프6, 현 5부 (16-16-12-12-8), 망치와 모루7, 선더시트, 목제 해머
- 무대 뒤: 잉글리시 호른 1, 호른 1.

총합 108명.

## 니벨룽의 반지에 사용된유도동기(Leitmotiv)

### 유도동기란
유도동기란 Leitmotiv 또는 leading motive라고 불리기도하며 시도동기·지도동기·유도동기 등으로 번역된다.
바그너의 친구 볼쪼겐(H. von Wolzogen)이 그의 논문 《바그너의 「제신의 황혼」에 있어서의 동기》(1887)에서 사용하여 유명해진 용어인데, 바그너 자신은 <기본동기-Grund-thema>라고 불렀다. 바그너의 후기의 오페라에서 볼 수 있는 기본적인 작곡기법이며, 음악상의 동기에 의해 어떤 인물·장면·상념 등을 나타내는 것이다. 예를 들어 어떠한
특정선율이 '칼'을 상징하는 선율이라면, 관객은 무대에 '칼'이 등장하지 않아도 그 선율을 듣는 것만으로 '칼'을 떠올리게 되는 것이다.  이러한 라이트모티프는 고정된 형태만으로 멜로디로 사용되는 것이 아니고, 그 장면의 성격에 따라서 리듬·음정 같은 것이 자유롭게 변형된다. 라이트모티프를 시종일관 사용한 것은 바그너가 최초였으나, 그 수법은 훨씬 이전부터 볼 수 있었던 것으로서 그레트리의 《사자왕 리처드-Richard, Coeur de Lion》, 모차르트의 《돈 조반니》, 푸치니의 《라 보엠》, 《토스카》, 《나비부인》등의 예가 있다. 오페라 이외의 분야이지만 유명한 것은 베를리오즈의 《환상교향곡》에 있는 이데 픽스(idee fixe, 고정관념)이다. 또 레베의 발라드에서 주제의 반복도 주목할 만하다.

#### 니벨룽의 반지에서 유도동기의 사용 예
니벨룽의 반지는 반지를 둘러싼 욕망과 좌절, 배반으로 이어진 극적인 반전으로 점철되어있다고 해도 과언이 아니다. 이런 일들이 일어나는 이유 가운데 하나는 반지가 품고 있는 저주(Curse)때문이다. 오페라 내에서 저주를 의미하는 유도동기가 여러번 사용되는데 그 목록은 다음과 같다
- 알베리히가 반지의 주인에 대해 저주를 할 때
- 거인 파프너가 보물 분배를 놓고 파솔트를 쳐죽인 직후
- 파프너가 지크프리트의 칼에 맞고 넘어지면서
- 지크프리트가 미메를 죽일 때
- 하겐이 도착하는 지크프리트를 맞이하면서
- 지크프리트가 군터를 위해 변장을 하고 브륀힐데를 얻어다 주겠다고 제안할 때
- 하겐, 군터, 브륀힐데가 지크프리트의 죽음을 모의하며
- 하겐이 지크프리트의 등을 찌르면서
- 하겐이 반지에 손대지 말라며 라인강으로 뛰어들어갈 때

또한 라인의 황금 4막에는 역경을 헤치고 얻은 발할라를 바라보며 보탄이 "위대한 생각에 사로잡혀"있는 장면이 있는데 그 때 흐르는 유도동기가 '검의 목적'이다. 이 때는 아직 칼이 무엇인지, 누가 그 칼을 쓸 것인지도 분명치 않은 때이지만 발퀴레에 와서 지그문트 아버지가 필요속에 자기에게 약속한 칼에 대해서 노래할 때에 조성마저 같은 동기가 다시 등장한다. 이런 식으로 유도동기는 한 극에서 있었던 사건과 내용들을 다른 극으로 연결시켜준다.
이 외에도 니벨룽의 반지에서 사용되는 주요한 유도동기들은 중요등장인물, 기타등장인물, 중요사물, 기타사물, 자연, 감정과 태도, 상황과 행동으로 묶어서 나눠볼 수 있다. 몇가지만 살펴보자면 중요등장인물로서 지크프리트, 지그문트, 보탄 등이 등장할 때 그 등장인물을 나타내는 음악적인 유도동기가 사용함으로써 어떤 인물이 등장하는지를 알 수 있다. 또한 사랑없음(Lovelessness), 유혹(Seduction) 등 여러 상황과 행동에도 그에 맞는 유도동기가 사용되는 경우도 있다.

## 니벨룽의 반지 초연
- 라인의 황금 - 1869년 뮌헨에서 초연
- 발퀴레 - 1870년 뮌헨에서 초연
- 지그프리트 - 1876년 바이로이트에서 초연
- 신들의 황혼 - 1876년 바이로이트에서 초연

니벨룽의 반지 한국 초연
한국에서는 2005년 9월 세종문화회관 대극장에서 초연되었다. 마지막 4부 '신들의 황혼'의 공연시간만해도 6시간 가까이 되기 때문에 보통 4부작이 나흘 밤에 걸쳐 공연되는데 한국에서 초연되었을때에도 네 작품을 엿새 간 차례로 공연하였다.
지휘와 연출은 러시아 출신의 세계적인 지휘자이며 상트 페테르부르크 마린스키 극장의 음악감독인 발레리 게르기예프가 맡았으며 올리아 페브즈너, 블라디미르 미르조예프 보관됨 2022-10-03 - 웨이백 머신가 감독을 맡았다. 또한 무대 디자인은 조지 티시핀이 담당하였다.
- 라인의 황금 : 2005년 9월 24일 토요일 저녁 7시 30분
- 발퀴레 : 2005년 9월 25일 일요일 저녁 6시
- 지크프리트 : 2005년 9월 27일 화요일 저녁 5시
- 신들의 황혼 : 2005년 9월 29일 목요일 저녁 5시
- 장소 : 세종문화회관 대극장
- 연주 및 연출 : 마린스키극장 오케스트라/오페라단
- 지휘 : 발레리 게르기예프(Valery Gergiev)
- 연출 : 발레리 게르기예프(Valery Gergiev)
- 감독 : 율리아 페브즈너(Yulia Pevzner), 블라디미르 미르조예프(Vladimir Mirzoev)
- 무대디자인 : 조지 티시핀(George Tsypin)

## 연주회용, 교향적 조곡 편곡

### 언어 없는 바그너 음악의 가능성
음악학자 도널드 토베이가 말했듯 두꺼운 띠와 같은 바그너 음악은 니벨룽의 반지에 이르러 그 스케일이 극대화됐다. 이를테면 라인의 황금은 전작 로엔그린의 3관 편성으로부터 4관 편성으로 오케스트레이션이 확대되어 뒷날 출현하는 말러 교향곡의 악기 편성의 기초가 되었다. 금관 파트를 음색이 다른 네 개의 그룹으로 구성하고자, 트럼펫 섹션에 베이스 트럼펫, 트럼본 섹션에 콘트라베이스 트럼본을 추가했으며, 저음 밸런스를 맞추기 위해 호른을 여덟 대로 강화했다. 작곡가가 고안한 튜바와 호른의 중간 악기인 바그너 튜바를 사용하고 있는 게 두드러지는 특징이다. 현악 주자의 인원도 아예 제1바이올린 16대, 제2바이올린 16대, 비올라 12대, 첼로 12대, 콘트라베이스 8대로 지정했다.
짧은 선율마다 각각 등장하는 인물과 사물, 상황, 감정, 행동의 의미를 부여해 관현악의 표현력을 구체화했다. 하나의 음형에는 하나의 캐릭터가 아닌, 여러 개의 개념이 연결되고 한층 더 나아가 또 다른 동기로 발전·변용되기도 한다. 바그너 자신은 이를 기본 주제나 예감동기라 불렀고, 한스 폰 볼초겐(1848~1938)은 지도동기(라이트모티프)라는 용어로 불렀다. 크게는 극 전체의 사상, 작게는 세부 진행과 철저하게 연동되는 니벨룽의 반지 관현악의 심포닉한 성격에 처음으로 눈을 돌린 사람은 20세기 전반을 풍미한 대지휘자 레오폴드 스토코프스키(1882~1977)였다.
바흐 오르간곡의 관현악 편곡 등 200편이 넘는 작품을 개작한 그는 1920년대, 바그너 악극의 교향악적 가능성을 일찍이 주시해 영감을 주는 패시지들을 꿰어 맞춰 ‘교향적 합성’이라는 새로운 종류의 음시를 작곡했다.
트리스탄과 이졸데와 파르지팔 3막 교향적 합성이 일례이다. 1934년에는 악극 발퀴레 중 ‘보탄의 고별과 마법의 불’ 음악을 바리톤 로렌스 티페트와 녹음한 후, 재차 순수 관현악 버전으로 편곡했다. 보컬 라인을 화려하고 색채적인 톤으로 강조했다. 한 가지 흥미로운 것은 이 곡의 관현악판을 세계 최초로 레코딩한 장본인은 다름 아닌 작곡가의 친아들이자 바이로이트 페스티벌 극장의 운영자였던 지그프리트 바그너라는 사실이다. 78회전 음반 시대에 스토코프스키에 앞서 베를린 슈타츠카펠레와 ‘보탄의 고별과 마법의 불’ 음악을 녹음했다.
스토코프스키의 연금술은 이것으로 그치지 않았다. 라인의 황금의 4장 마지막을 장식하는 ‘신들의 발할라 입성’, 발퀴레 3막의 문을 여는 ‘발퀴레의 기행’을 오케스트라 버전으로 다듬었다. ‘발퀴레의 기행’의 경우, 바이올린 섹션을 더블링해 피콜로와 함께 연주하도록 하여 휘황찬란하게 번쩍거리는 충격 효과를 강화했다. 다른 부분에서도 내성부가 좀 더 명확히 들릴 수 있게 스코어에 손을 보았다. 그러므로 그의 레코드는 단순한 관현악 발췌 반과는 차별된다고 볼 수 있다. 마지막 해인 1966년에는 런던 심포니와 니벨룽의 반지 하이라이트 앨범을 내놓았다. 자유로운 선율 인용과 경과구 첨가로 ‘발퀴레의 기행’, ‘숲의 속삭임’, ‘신들의 발할라 입성’, ‘새벽과 지크프리트의 라인 여행’, ‘지크프리트의 장송행진곡’의 살을 키웠다.

### 관현악에 모든 텍스트를 함유
하지만 진정한 니벨룽의 반지 사이클의 관현악 축약판은 1987년에 발표됐다. 현역으로 왕성하게 활동 중인 노지휘자 로린 마젤이 베를린 필하모닉 오케스트라의 위촉으로 편곡했다는데, 그는 이 버전을 ‘무언의 반지’(The Ring Without Words, Der Ring Ohne Worte)라 명명했다. 요청을 받았을 당시에는 많이 망설였으나, 마젤은 결단을 내렸다. “오케스트라에 모든 것이 있습니다. 전설 속에 감추어져 있는 바그너 개인의 변장한 원초적 자아와 보편적인 무의식을 묶어주는, 텍스트 뒤의 텍스트가 모두 함유되어 있다는 말입니다.” 1960년 바이로이트 페스티벌에서 만났던 빌란트 바그너의 충고가 도움이 되었다. 결과물에 스스로 만족해 베를린 필하모닉 오케스트라와 초연한 이래, 빈 필하모닉, 워싱턴 내셔널 심포니, NHK 교향악단 등 세계 각지의 오케스트라와 꾸준히 ‘무언의 반지’를 콘서트 프로그램에 올리고 있다.
이상의 가이드라인에 준해 각 악극이 압축됐다. 라인의 황금에서는 서주, ‘신들의 발할라 입성’, 제2장 중 제3장으로의 장면 전환 음악 등을 골랐다. 하나의 곡이 음악적으로 완전히 해결되지 않고 다음 막으로 옮겨가며 차례차례 파도처럼 흘러가는 전개가 실로 독특하다. 각 부분마다 간단한 표제를 지어 붙여서 스토리를 이해하기 쉽게 했다. 일종의 시놉시스라 할까. 발퀴레에서는 1막 전주곡 후반, 지그문트와 지클린데의 도피 장면, 제2막 전주곡 및 끝을 묶은 ‘보탄의 분노’, 제3막 중 ‘발퀴레의 기행’ 및 ‘보탄의 고별과 마법의 불’이 추려졌다. 지크프리트는 제1막 3장 첫머리인 ‘미메의 두려움’, 제1막 3악장 끝부분인 ‘마법의 검을 연마하는 지크프리트’와 ‘숲의 속삭임’, 제2막 중 ‘큰 뱀의 퇴치’ 등으로 구성되었다. 지크프리트가 노래하는 대목을 트롬본으로 처리했다. 전곡 중 비중이 제일 높은 악극은 [신들의 황혼]으로 러닝타임이 70분가량 되는 [말 없는 반지]의 절반에 준하는 36분 이상을 이 작품에 할애하고 있다. 서막 후반, 제1막으로의 장면 전환 음악, ‘가신을 소집하는 하겐’, ‘지크프리트와 라인의 처녀들’, ‘지크프리트의 장송행진곡’, ‘브륀힐데의 자기희생’이 펼쳐진다.

### 헨크 데 블리거의 능숙한 편집본
마젤의 무언의 반지는 시퀀스 사이 이행이 끊어지지 않는다는 점에서 음악의 연속성을 중시한 훌륭한 다이제스트 버전이라 할 수 있으나, 모든 것이 다 흡족하다고 말하기는 어렵다. 현악과 금관군의 성부를 세세하게 나누어 각 악기들이 일제히 웅장한 코러스처럼 스펙터클한 파장으로 울려 퍼지게 고안한 바그너 관현악법의 묘미를 잘 살려내기는 했다. 그렇지만 교향적 조곡이라 부르기에는 악극 간 배분이 고르지 못하다. 지크프리트가 고작 6분 남짓이니 상상력을 충분히 자극하면서도 한층 스타일이 추상적인, 작곡가 롤프 우르스 링거가 말러 교향곡을 기술하며 사용한 ‘무대 없는 종합 예술 작품’이라는 표현에 어울리는 버전은 헨크 데 블리거의 편집본이다.
1953년 네덜란드에서 출생한 작곡가이자 네덜란드 방송 필하모닉의 타악기 연주가 겸 솔리스트인 그는 트리스탄과 이졸데, 뉘른베르크의 명가수, 파르지팔 등 바그너 악극의 전문 편곡가로 평판이 높다. 1991년에는 ‘반지, 오케스트라 어드벤처’라는 제목으로 니벨룽의 반지 관현악 편곡판을 내놓았다. 그는 전곡 중 빛나는 부분들을 최대한 포함시키는 것뿐만 아니라 다양한 단편들이 모여 전체적으로 일관된 교향곡적인 구조를 갖도록 하는 데 각별히 신경 썼다. 니벨룽의 반지의 모든 주요한 하이라이트를 한 시간짜리 교향시로 요약·전환하기 힘들다는 사실을 유념해서, 띄엄띄엄 중단된다는 느낌을 주지 않는 네 파트로 이루어진 한 편의 교향곡처럼 만들겠다는 콘셉트로 접근했다. 블리거는 프레이즈들의 논리적인 연결이 무엇보다 중요하다고 여겼다. 아울러 니벨룽의 반지는 성악과 관현악이 동등한 비중으로 취급되는 작품이라는 것을 감안했다. 편곡 작업 중 항시 리브레토 요약을 옆에 놓고 작품의 오리지널리티가 훼손되지 않게 유의했다.
에도 데 바르트가 초연한 이래 파비오 루이지, 켄트 나가노, 아담 피셔, 예프게니 스베틀라노프, 네메 예르비 등 쟁쟁한 지휘자들이 100회 가까이 콘서트 프로그램으로 채택하고 있는 블리거의 ‘반지, 오케스트라 어드벤처’는 총 열네 곡으로 짜여 있다. 악극 라인의 황금]에서 발췌한 곡은 네 편으로서 전주곡, ‘라인의 황금’, ‘니벨하임’, ‘발할라’이다. 악극 [발퀴레]에서는 ‘발퀴레’와 ‘마법의 불’이, 악극 [지그프리트]에서는 ‘숲의 속삭임’, ‘지크프리트의 영웅적 행위’, ‘브륀힐데의 눈뜸’이 추출됐다. 악극 신들의 황혼에서는 ‘지크프리트와 브륀힐데’, ‘지크프리트의 라인 여행’, ‘지크프리트의 죽음’, 장송행진곡, ‘브륀힐데의 자기희생’, 이렇게 다섯 곡을 선택했다. ‘지크프리트의 죽음’은 종종 생략되기도 한다. 응축도 높은 니벨룽의 반지 관현악 버전으로 켜켜이 쌓여지는 중층 음향이 무거우면서도 광활하며 커다란 힘을 느끼게 한다.

### 애정과 권력에 대한 무한한 열망
한편 독일 본토에서도 니벨룽의 반지를 콘서트용으로 고치려는 노력이 이루어지고 있다. 프리드만 드레슬러가 최근 선보인 컴필레이션 버전이 신선하다는 소리를 듣고 있다. 그는 1961년 드레스덴에서 태어나 1987년부터 뒤스부르크 필하모닉 오케스트라의 부수석 첼로 주자로 활약했다. 이후 1994년부터 바이로이트 페스티벌 오케스트라에 꾸준히 참여하는 작곡가 겸 첼리스트로 2009년 ‘심포닉 반지’라는 제목의 [니벨룽의 반지] 관현악판을 편곡해 화제를 모았다. 그가 생각한 요지는 마젤이나 블리거와 크게 다르지 않다. “제 견해로는 바그너는 교향악 작곡가입니다.” 차이코프스키의 말을 인용하여 이 악극의 관현악 버전의 정당성을 주장했다.
곡상이 유기적으로 전환되려면, 신중하게 골라낸 단락들이 의미 있는 드라마투르기를 통해 연계되려면 그 비율을 적당히 조정해야 한다고 판단했다. 드레슬러는 네 개의 악극을 두 개씩 묶어 총 2부로 구성된 오케스트라 드라마로 니벨룽의 반지를 꾸몄다. 라인의 황금과 발퀴레를 열다섯 곡으로 나눠진 1부로, 지크프리트와 신들의 황혼을 열여섯 곡으로 나눠진 2부로 구분하여 연주 시간 90분이 넘는 모음곡 형식의 음악으로 재편했다. 각 곡에 부제를 구체적으로 달아 라이프모티브를 모르는 사람이라도 어떠한 스토리를 가리키는지 알 수 있게끔 했다. 라인의 황금은 ‘전주곡’, ‘라인의 처녀들의 노래’, ‘알베리히의 사랑에의 저주’, ‘발할라’, ‘음모’, ‘돈너의 소환’으로, ‘발퀴레’는 ‘전주곡’, ‘지그문트와 지클린데’, ‘겨울의 폭풍’, ‘지그문트와 지클린데의 도피’, 2막 전주곡, ‘보탄의 분노’, ‘발퀴레의 기행’, ‘마법의 불’로 전개된다. 지크프리트는 1막을 건너뛰고 2막 전주곡으로 출발한다. ‘숲의 속삭임’, ‘지크프리트의 용과의 싸움’, ‘파프너의 경고’, 3막 전주곡으로 숨 가쁘게 줄달음한다.
신들의 황혼은 ‘브륀힐데의 바위산에서의 밤’, ‘일출’, ‘지크프리트와 브륀힐데의 듀엣’, ‘지크프리트의 라인 여행’, ‘하겐의 전투 소집’, ‘가신들의 합창’, 3막 전주곡, ‘지크프리트의 살해’, ‘브륀힐데를 기억하는 지크프리트’, ‘지크프리트의 죽음과 장송행진곡’, ‘브륀힐데의 자기희생’ 등 열한 편의 단락이 연주된다. 곡명에서 알 수 있듯 앞부분의 곡들은 실질적으로는 악극 지크프리트에 속하는 곡이지만, 이를 따지는 것은 무의미하다. 드레슬러는 애당초 [지크프리트]와 [신들의 황혼]을 하나의 이야기로 파악했으니까. 다만, 각 시퀀스들의 수가 자잘하게 많은 만큼 그 길이도 짤막짤막하여 다소 호흡이 밭은 편이다. 어느 하나도 프랑스의 음악학자 알베르 라비냑이 짚어낸 사부작 합계 82개의 지도동기들이 복잡하게 뒤엉켜 있는 바그너의 악극 니벨룽의 반지를 완전하게 오케스트라로 정리한 버전은 아니다. 그러기에 완전한 무언의 반지를 향한 도전은 앞으로도 계속될 것이다.

## 니벨룽의 반지의문화컨텐츠적 활용(리메이크)

### 영화 - 니벨룽겐의 반지(2004)
영화 니벨룽겐의 반지(Ring of the Nibelungs, Die Nibelungen)는 울리 에델(Uli Edel) 감독이 2004년 제작한 영화로 지그프리드의 역에 벤노 퓨어만, 브룬힐드 역에 크리스타나 로켄, 크림힐드 역에 알리시아 위트, 하겐 역에 줄리안 샌즈 등이 출연했다.
| 배역        | 출연                                             |
| ----------- | ------------------------------------------------ |
| 지그프리드  | 벤노 퓨어만                                      |
| 브룬힐드    | 크리스타나 로켄                                  |
| 크림힐드    | 알리시아 위트                                    |
| 하겐        | 줄리안 샌즈                                      |
| 군터 왕     | 새뮤얼 웨스트                                    |
| 아이빈트    | 막스 폰 시도우                                   |
| 기셀러      | 로버트 팬틴스                                    |
| 레나        | 마비 회르비거                                    |
| 할베라      | 알테라 베쥐덴하우트                              |
| 알베리히    | 숀 힉스                                          |
| 기타 출연자 | 괴츠 오토, 랄프 모엘러, 탬신 맥카시, 레너드 모스 |

영화 <니벨룽겐의 반지>는 바그너의 오페라 중 가장 극적인 부분인 지그프리드의 이야기를 담고 있다. 영화는 앵글로 색즌 족의 침입으로 부모를 모두 잃고 겨우 탈출에 성공한 잔텐의 왕자 지그프리드가 한 대장장이에 의해 목숨을 건지고 대장장이의 아들로 성장하는 것에서부터 시작한다. 그리고 청년이 된 지그프리드가 어느날 유성이 떨어진 곳에서 운명적인 사랑 브룬힐드를 만나게 되고, 아이슬랜드 여왕인 브룬힐드 또한 자신을 처음으로 이긴 그에게 반하게 되어 훗날을 기약하며 헤어지게 된 후 지그프리드가 군터 왕국의 마을 동굴에 신들의 금을 지키고 있던 용을 물리치면서 군터 왕국의 영웅이 된다. 영화의 갈등은 그가 보물 속의 니벨룽겐의 반지를 차지하면서부터 니벨룽겐 신들의 저주가 시작되면서 나타나기 시작한다.
영화 <니벨룽겐의 반지>는 신화를 바탕으로 한 영화답게 기사들의 용맹한 전투씬, 용과 주인공간의 숨막히는 혈투, 신비한 마법, 아름다운 사랑과 불타는 복수 등 수 많은 볼거리를 가지고 있다. 또한 웅장한 음악과 가슴 절절한 대사들을 통해 사실적인 느낌 보다는 한 편의 오페라를 보는 듯한 느낌을 준다.
제한된 예산으로 지그프리드의 방대한 서사를 담기 위해 감독인 울리히 에델과 제작자인 마크 웨이거는 많은 고민을 해야 했다. 특히 이 이야기가 진행되는 라인 강에서 실제로 자란 울리히 에델 감독은 영화 <니벨룽겐의 반지>에 엄청난 애정을 가지고 있었고 최대한 많은 것들을 보여 주기 고군분투 했다. 첫 번째 스토리 보드를 영화가 완성되기 18년 전에 완성했다는 감독의 말에서 이 영화가 그에게 얼마나 소중한 것임을 알게 된 마크 웨이거는 결국 그가 표현하고자 하는 모든 것을 최대한 반영하기 위해 대부분을 CG를 이용해 사실감 있게 표현하고자 했다.
제작자 마크 웨이거는 비주얼 효과 팀과 함께 대부분의 장면을 완전히 컴퓨터로 만들어야 했다. 실제 잔텐 왕국이 침략당하는 첫 장면을 찍기 위해 유럽의 진짜 성을 찍은 후 3D 스캐너로 스캔 한 후 성의 부분부분을 CG로 재구성하였다. 성의 사실감을 살리기 위해 10미터 벽돌을 쌓아 그 주변을 컴퓨터로 처리하기도 했다. 또한 지그프리드와 용의 싸움에서도 용은 100% CG로 만들었으며 동굴 또한 일부만 세트로 짓고 나머지 부분은 컴퓨터로 지어냈다. 아이슬랜드 여왕 브룬힐드와 군터 왕의 얼음 위 전투씬 또한 배우들이 블루 스크린 앞에서 결투를 하고 나중에 알래스카의 빙하 배경을 입혀서 만들어 냈다. 이 모든 것들이 배우들의 동선을 배경과 함께 미리 예측해 연출한 감독과 그의 요구에 100% 이상을 연기한 배우들, 완벽한 컴퓨터 그래픽으로 재탄생 시킨 비주얼 효과 팀이 없었다면 불가능했을 것이다. 어디에도 찾아 볼 수 없는 판타지의 세상을 다시 만들어 낸 것이다.

#### 니벨룽겐의 반지를 소재로 한 영화들[4]
영화에서의 니벨룽겐소재의 수용은 1920년대 프리츠 랑(Fritz Lang)에 의해 중 세서사시 "니벨룽겐노래"가 영화화됨으로써 대중적으로 더욱 주목을 받게 되며, 오늘날까지 니벨룽겐소재의 영화화는 대표적으로 프리츠 랑의 <니벨룽겐 Die Nibelungen>(1924), 하랄드 라인늘 Harald Reinl의 <니벨룽겐 Die Nibelungen> (1966/67), 울리 에델 Uli Edel의 <니벨룽겐의 반지 Der Ring der Nibelungen>(2004)를 들 수 있다.
또한 니벨룽겐소재를 익살과 풍자로 패러디한 <지크프리트 Siegfried>(쉬벤 운트발터 Sven Unterwaldt, 2005)와 니벨룽의 보물을 찾는 지크프 리트의 모험담을 그린 <니벨룽겐의 보물사냥 Die Jagd nach dem Schatz der Nibelungen>(랄프 휴트너 Ralf Huettner, 2008)도 니벨룽겐소재를 차용한 영화에 해당한다.
그 외에도 1957년에 이탈리아에서 제작된 <지크프리트 - 니벨룽겐 전설 Siegfried - Die Sage der Nibelungen>, 1970년에 호펜 Adrian Hoven에 의해 제작된 영화로 지크프리트 영웅전설을 오용한 저급한 에로영화 <지크프리트와 니벨룽겐의 전설적 사랑 Siegfried und das sagenhafte Liebesleben der Nibelungen>이 있다. 쉬벤 운트발터의 <지크프리트>는 중세서사시 "니벨룽겐의 노래"와 바그너의 <니벨룽겐의 반지>를 조합하여 패러디한 코믹드라마이다. 이 영화는 중세서사시에 서 지크프리트의 탄생의 비밀, 지크프리트와 크림힐데의 만남, 난쟁이 알베리 히와 하겐의 음모를 차용하며, 바그너의 오페라에서 ‘라인의 황금’ 및 반지모티 브를 차용하고 있다. 랄프 휴트너의 <니벨룽겐의 보물사냥>은 2008년 독일 TV RTL에서 방영된 모험영화이다. 지크프리트가 니벨룽겐의 보물을 찾는 모험이 야기를 21세초 현재의 시점에서 재구성하고 있다. 영화는 니벨룽겐의 보물이야기, 용의 전설, 보검(칼)의 위력 등을 신화에서 차용하고 있다.

#### 니벨룽겐의 반지를 모티브로한 영화들
많은 평론가 및 학자들에 의해 논의가 되고 있으나 톨킨의 반지의 제왕이 바그너의 니벨룽겐의 반지에서 모티브를 차용하였다고 주장되고 있어 톨킨의 반지의 제왕을 원작으로 하고 있는 영화 반지의 제왕 또한 니벨룽겐의 반지에서 모티브를 차용하였다고 볼 수 있다.

### 애니메이션[5]
애니메이션은 영화와 마찬가지로 내러티브와 영상으로 이루어진 시청각매체이다. 영화와 애니메이션은 카메라를 통해 촬영된 이미지를 보여준다는 점에서는 동일하지만, 기술적 측면에서 볼 때 애니메이션은 움직이지 않는 물체를 스톱모션기법으로 찍어 프레임별로 촬영한다는 점에서 영화와 차이가 있다. 또한 영화가 현실 속 실제장면을 보여주는데 반해, 애니메이션은 그려낸 이미지들을 재촬영한다는 점에서 차이점을 가진다. 스토리텔링 방식에서도 차이를 보이는데, 영화가 배우의 연기를 통해 스토리를 진행시키는데 반해 애니메이션은 캐릭터들의 행동과 표정을 중심으로 서사가 전개되므로 ‘독창적 캐릭터’의 창출이 핵심적 요소이다. 애니메이션의 캐릭터는 과장과 단순화, 즉 현실의 의도적 왜곡을 통해 실사영화의 배우가 만들어 낼 수 없는 이미지를 만들어 낼 수 있다. 뿐만 아니라 영화가 컴퓨터그래픽 등 특수효과를 사용하고 있음에도 불구하고 실제의 현실 속 장면을 완전히 배제할 수 없는데 반해, 애니메이션은 상상속의 모든 것을 이미지화할 수 있는 강점을 가지고 있다. 이런 점에서 <반지의 제왕>이나 <아바타> 등 컴퓨터 그래픽이나 3D 기술로 무제한적인 이미지를 만들어 내는 영화들은 미학적 부분에서 판타지를 본령으로 하는 애니메이션에 빚을 지고 있는 셈이다. 즉 판타지와 이미지의 결합은 애니메이션이 구현할 수 있는 세계의 지평을 무한대로 확장시킨다. 따라서 신화나 전설과 같은 환상과 상상의 세계를 재현하기 위해서는 애니메이션이 가장 효과적 매체라 할 수 있다. 이러한 애니메이션의 특징을 고려할 때 문화원형으로서의 니벨룽의 반지는 애니메이션 매체와 구체적으로 다음과 같은 점에서 친화력을 보인다.
- 니벨룽의 반지 가 갖는 시공을 초월하는 신화적 서사구조는 상상력을 통한 가상세계의 구축이라는 점에서 애니메이션의 속성과 일치한다. 즉 니벨룽의 반지 가 보여주는 마술적이고 환상적인 무대는 실사영화보다 애니메이션을 통해 재현하는 것이 훨씬 효과적이다.
- 게르만 민족전설을 종합예술로 형상화한 니벨룽의 반지는 다층적인 서사구조를 가지고 있을 뿐만 아니라 탄생, 사랑, 복수, 죽음, 보물획득 등 인간의 보편적 삶과 갈등을 함축한다. 이렇듯 방대한 서사와 갈등구조는 애니메이션에 풍부한 소재를 제공한다.
- 영화와 애니메이션의 가장 큰 차이점은 영화가 배우를 캐스팅해야 하는 것에 반해 애니메이션은 이러한 현실적 제약으로부터 자유롭게 캐릭터를 창조하며, 캐릭터를 중심으로 서사가 전개된다는 점이다. 이런 점에서 ｢니벨룽의 반지 의 지크프리트, 발퀴레/브륀힐데, 알베리히와 같은 인물들은 독특하고 다양한 캐릭터를 창조하는데 도움을 준다.
- 바그너의 음악을 애니메이션에 차용함으로써 고상함이나 진지함과는 상반된 이미지를 갖는 애니메이션에 품위를 부여할 뿐만 아니라 바그너의 장중한 음악은 영웅적 주인공을 내세우는 애니메이션의 배경음악 또는 주도동기(Leitmotiv)로 사용하는데 적합하다.

바그너의 니벨룽의 반지가 전통적 고급예술 콘텐츠라면 애니메이션은 대중매체를 통한 시청각 콘텐츠이다. 다시 말해 매체의 차이는 스토리텔링방식의 차이를 가져온다. 또한 같은 원천소스를 애니메이션으로 제작하더라도 제작사와 채널에 따라 스토리텔링은 달라진다. 세 편의 애니메이션은 모두 바그너의 니벨룽의 반지를 콘텐츠로 삼고 있지만, 이 세 편의 애니메이션은 세계 애니메이션 시장을 대표함과 동시에 각기 성격을 달리하는 미국, 유럽 그리고 일본에서 제작되었으며, 또한 각기 다른 채널을 통해 소비자에게 전달되었다.
| 원전                                                                            | 애니메이션                   | 원전과의 관계 | 원전과의 관계            | 제작국가 | 제작년도 |
| ------------------------------------------------------------------------------- | ---------------------------- | ------------- | ------------------------ | -------- | -------- |
| 니벨룽의 반지 1부 : 라인의 황금 2부 : 발퀴레 3부 : 지크프리트 4부 : 신들의 황혼 | 박사님, 오페라가 무엇인가요? | 3부 차용      | 희극적 패러디            | 미국     | 1957     |
| 니벨룽의 반지 1부 : 라인의 황금 2부 : 발퀴레 3부 : 지크프리트 4부 : 신들의 황혼 | 오페라복스                   | 1부 차용      | 원전 압축, 교육용        | 영국     | 1995     |
| 니벨룽의 반지 1부 : 라인의 황금 2부 : 발퀴레 3부 : 지크프리트 4부 : 신들의 황혼 | 하록의 전설                  | 3,4부 차용    | 지크프리트의 영웅담 변주 | 일본     | 1999     |

<박사님, 오페라가 무엇인가요? What’s Opera, Doc?>(1957)와 <라인의 황금 Rhinegold>(1995)는 TV방송용 애니메이션 시리즈 중 일부로, 그리고 <하록의 전설 Harlock Saga>(1999)는 비디오 출시용으로 제작되었다.

##### 박사님, 오페라가 무엇인가요? - 미국(1957)
<박사님, 오페라가 무엇인가요?>는 위너브라더즈사의 음악 애니메이션 시리즈인 <즐거운 멜로디 Merrie Melodies>에 삽입된 단편으로서 바그너의 '방황하는 네델란드인', '탄호이저' 그리고 '니벨룽의 반지'에서 소재를 취한다. 위너브라더즈사는 <투니툰스 Loony Toons>의 제작사로 알려져 있는데 이 시리즈에서 벅스 버니, 대피 덕, 엘머 퍼드, 트위티 등 워너브라더즈를 대표하는 수많은 캐릭터들이 탄생되었다. <즐거운 멜로디 Merrie Melodies>는 1931년에서 1969년까지 지속된 시리즈로서 <루니 툰스>의 캐릭터를 차용한 파생 작품이다. 1957년 워너브라더즈가 제작한 <박사님, 오페라가 무엇인가요?>는 벅스 버니와 엘머 퍼드를 주인공으로 내세운 러닝타임 7분의 단편애니메이션이다. 애니메이션은 영화나 소설과 같은 他서사장르에 비해 캐릭터 의존도가 높으며, 과장과 왜곡이 따르는 캐릭터의 외양, 행동, 표정이 캐릭터의 성격을 규정함과 동시에 스토리텔링의 기본구조를 이룬다. 즉 애니메이션의 캐릭터는 그 자체로서 서사를 내포하며, OSMU(One Source Multi Use)의 중심매개이기도 하다. 특히 단편애니메이션의 경우 짧은 시간 동안 이야기를 전달해야 하기 때문에 언어를 통해 서사를 구축하기는 어렵다. 그렇기 때문에 복잡한 서사나 설명이 필요한 캐릭터는 부적합하다. 즉 이미 잘 알려진 혹은 단순한 사건이나 그 자체로서 서사 능력이 있는 캐릭터를 취하는 것이 유리하다. 그런 점에서 <박사님, 오페라가 무엇인가요?>는 개성 강한 캐릭터인 벅스 버니와 엘머 퍼드를 주인공으로 내세워 그 자체로 서사적 기능을 하게 한 점 그리고 바그너의 오페라에서 음악과 서사를 차용한 점은 단편애니메이션의 속성을 잘 반영한 예라 할 수 있다.
<박사님, 오페라가 무엇인가요?>는 바그너의 니벨룽의 반지 의 3부와 4부에 해당하는 <지그프리트>와 <신들의 황혼> 중 지그프리트와 브륀힐데의 비극적 사랑을 패러디한다. 원작에서는 보탄의 총애를 받는 딸이자 발퀴레인 브륀힐데가 보탄의 명령을 거부하고 그로 인해 신으로부터 버려지는 것을 감수하면서까지 ‘두려움을 모르는 자유로운 인간인 지그프리트’를 지켜낸다. 후에 둘은 사랑에 빠져 결혼을 하지만, 반지를 차지하려는 인간들의 계략에 의해 지그프리트는 죽는다. 바그너는 죽음을 동반한 지그프리트와 브륀힐데의 비극적 사랑을 어둡고 장중한 음악으로 고조시킨다. 이에 반해 애니메이션에서는 쫓고 쫓기는 관계의 엘머 퍼드와 벅스 버니를 지그프리트와 브륀힐데로 상정하여 거짓된 사랑의 서사를 진행시킨다.
<박사님, 오페라가 무엇인가요?>에서 바그너의 음악은 주도동기(Leitmotiv)로 사용된다. 우선 방황하는 네델란드인 의 <서곡>은 엘머의 마술적 힘을 표현하기 위한 모티브로 사용되는데, 엘머가 마술투구의 힘을 빌어 천둥, 번개 그리고 폭풍을 불러와 자신의 힘을 과시하고자 하는 장면들에서 들을 수 있다. <발퀴레의 비행>은 토끼를 잡겠다는 전의에 불타는 엘머의 주도동기로 사용된다. 또한 <지그프리트의 호른>은 엘머를 조롱하는 벅스 버니의 주도동기로, 탄호이저 의 <서곡>은 엘머와 브륀힐테의 사랑의 테마로 사용된다.

##### 오페라북스, 라인의 황금 - 영국 BBC(1995)
영국의 BBC가 기획을 맡고 S4C, Christmas Films 등 세계 정상급 애니메이션 제작사들이 최신 제작기술을 총 동원하여 제작한 <오페라복스>는 1995년 BBC를 통해 방송된 애니메이션 시리즈이다. 여기에는 모차르트의 <마술피리 Die Zauberflöte>, 로시니의 <세빌리아의 이발사 The Barber of Seville>, 베르디의 <리골레토 Rigoletto>, 푸치니의 <투란도트 Turandot>, 비제의 <카르멘 Carmen>, 바그너의 <라인의 황금 Rheingold> 등 오페라 역사상 가장 잘 알려진 6편의 작품이 수록되어 있다. 이 애니메이션 시리즈는 잘 짜인 서사와 화려한 미장센 그리고 풍부한 음악을 통해 뉴욕 필름 페스티벌에서 최우수 애니메이션 상을 받을 정도로 기술적, 예술적 측면에서 매우 완성도 높은 작품으로서 개성 있는 그림과 디지털 서라운드 방식의 녹음 등 아름답고 환상적인 영상과 음악을 통해 ‘오페라 애니메이션’의 성공적인 모델을 제시한다.
바그너가 고대 독일어 고유의 특징인 두운 Alliteration을 강조하여 텍스트를 쓴 반면 <오페라복스>에 수록된 <라인의 황금>은 영어로 녹음되었다는 점을 제외하면 애니메이션 <라인의 황금>은 원작의 서사를 거의 그대로 차용하고 있다. 원작 <라인의 황금>은 니벨룽의 반지 가 완성되기 전인 1869년에 초연된 것으로서 이미 언급했듯이 <발퀴레>, <지그프리트>, <신들의 황혼>이 공연되기 전 전야제를 위한 작품으로서 4장으로 구성된 단막극이다. 보탄, 프라이아, 로케, 파졸트, 파프너, 알베리히, 라인의 처녀들이 등장하며, 신의 세계, 난쟁이의 세계 그리고 거인족의 세계가 절대 권력을 상징하는 반지를 두고 서로 대립하는 서사구조를 가진다. 애니메이션 <라인의 황금>은 원작의 방대한 서사를 30분으로 압축했음에도 불구하고 스토리라인뿐만 아니라 영상과 음악에 있어서도 원작에 매우 충실한 작품이다. 102명으로 편성된 오케스트라와 42명의 합창이 어우러지는 원작에 걸맞게 애니메이션은 웰시 국립 오페라 오케스트라와 합창단 그리고 바리톤 필립 졸(보탄), 바리톤 피터 지돔 (알베리히), 소프라노 제니스 왓슨 (프라이아/보글린데), 테너 폴 찰스 크라크 (로게), 소프라노 페네로페 워커 (프리카/플로스힐데) 등의 전문성악가들이 참여하여 음악적 측면에서도 완벽함을 기했다.
바그너의 니벨룽의 반지 4부 중 특히 <라인의 황금>은 라인의 처녀들의 강물 속의 세계, 신들의 세계, 거인족의 세계, 니벨룽족의 땅밑 세계, 발할성 등 매우 다채로운 그리고 초인간적 세계를 배경으로 한다. 이로써 시각적인 즐거움을 주는 동시에 무대장치의 어려움을 내포하는 작품이다. 즉 이 작품을 무대에 올릴 경우 상상력의 표현이 연출의 관건이며, 이것이 곧 원전의 전체 4부 중 <라인의 황금>을 애니메이션으로 제작한 가장 중요한 이유이다. <라인의 황금>은 3D 그래픽기법을 적용한 셀 애니메이션기법17)으로 제작함으로써 무대 공연이나 영화가 재현하기 힘든 마술적이고 환상적인 장면을 매우 성공적으로 표현했다.

##### 하록의 전설, 영웅신화의 변용 - 일본 마츠모토레이지(1999)
세계 애니메이션 시장은 크게 미국 애니메이션과 일본 애니메이션으로 양분되며 전 세계에 방영되고 있는 애니메션의 60%가 일본 애니메이션일 정도로 일본 애니메이션은 1950년대 이후 급속히 성장했다. 일본 애니메이션의 대부라 할 수 있는 데즈카 오사무의 <아톰> 시리즈 이래 영웅모험담과 SF의 결합은 일본 애니메이션의 고유한 전통으로 자리 잡았다. 특히 SF 애니메이션이 강세를 보이는 이유는 인물이나 배경 등에 있어 일본의 지엽적 성격을 벗어나 해외시장을 겨냥할 수 있다는 장점을 가지기 때문이다. 1970년대 후반 일본 애니메이션이 성장가도를 달리고 있을 당시 제작된 마츠모토 레이지의 은하철도 999 (1979)는 바로 영웅 모험담과 SF의 절묘한 조화의 결정판이라 할 수 있다. 역시 마츠모토레이지가 각본을 쓰고 총감독을 한 하록의 전설 은 상호텍스트성이 극대화된 작품으로서 은하철도 999 , 천년여왕 , 우주해적 하록선장 등과 유기적인 관계를 가지며, 애니메이션이 마치 하이퍼텍스트처럼 파생서사를 얼마든 확장 시킬 수 있음을 보여주는 대표적인 예라 할 수 있다. 여기에는 하록, 에메랄다스, 토치로, 다이바, 메텔, 미메 등 은하철도 999 로 대변되는 마츠모토레이지의 캐릭터들이 비주얼 스토리텔링을 위해 차용된다. 특히 눈에 띄는 점은 하록의 전설 이 ‘니벨룽의 반지. 라인의 황금 Der Ring des Nibelungen. Das Rheingold’이라는 부제를 가짐으로써 바그너의 니벨룽의 반지 와의 상호텍스트적 관계를 구체적으로 명시한다는 것이다. 이로써 영웅신화와 SF의 결합이라는 일본 애니메이션의 고유한 전통과 유럽/독일 문화의 접목을 시도한다.
원전의 <라인의 황금>이 4장으로 이루어진 단막극인데 반해 하록의 전설은 전체 6부로 구성되어 있으며, 발단, 전개, 위기, 절정, 결말이라는 완결된 구조를 가진다. 하록의 전설 은 고대와 중세를 배경으로 했던 원작의 서사공간을 SF 애니메이션이라는 장르에 맞게 미래의 우주공간으로 바꾼다. 우주를 항해하는 아르카디아 호의 선장 하록을 비롯한 마츠모토 레이지의 캐릭터뿐만 아니라 보탄, 프리카, 프레이야, 알베리히, 파촐트, 파프너 등 원전의 캐릭터들은 반지를 둘러싸고 갈등구조를 이룬다. 라인의 황금을 훔친 알베리히는 절대 유일의 반지를 만들게 되고 악으로부터 인류를 구할 자는 오로지 하록뿐이다. 즉 하록의 전설 은 인간영웅 하록을 주인공으로 내세워 우주를 구원한다는 내용을 통해 원작의 시간과 공간 그리고 영웅담을 변주한다.
애니메이션에서는 보탄의 이기심과 무모함이 한층 강조된다. 또한 원전의 브륀힐데에 해당하는 캐릭터가 등장하지 않아 생략될 수도 있었던 사랑의 모티브는 프레이야에 대한 파촐트와 파프너의 사랑으로 대신한다. 그들은 프레이야를 진심으로 사랑했기 때문에 요새를 만들었고 프레이야를 구하기 위해 하록을 돕는다. 하록의 전설은 부제 ‘니벨룽의 반지’에 걸맞게 바그너의 음악을 사용한다. 특히 니벨룽의 반지 4부 <신들의 황혼>의 3막 3장 도입부의 <지그프리트 장송곡 Siegfieds Trauermarsch>을 오프닝 타이틀의 배경음악으로 사용한 이후 하록을 위한 주도모티브로 사용하며, 전투장면에서는 2부 <발퀴레>의 3막 전주곡인 <발퀴레의 비행>을 주도모티브로 사용한다. 바그너의 음악은 어둡고 광활한 우주공간에서의 전쟁과 파멸을 더욱 인상 깊게 해준다.

### 게임 - 니벨룽의 반지(1998)[6]
컴퓨터게임 <니벨룽의 반지 Der Ring des Nibelungen>는 1998년에 추리되어 흥행을 끌었던 어드벤처 게임의 한 유형이라 할 수 있다. 이 게임의 특징적인 점은 우선 당시 주목을 끌던 3D 애니메이션 그래픽이미지를 사용하여 환상적이고 입체적인 영상효과를 보여주었다는 점이고, 더 나아가 동일한 제목의 바그너의 음악극을 컴퓨터 게임형식에 맞게 재매개하고 있다는 점이다. 바그너는 시, 음악, 무용 등과 같이 개별적으로 존재하는 예술영역을 드라마를 통해 하나의 총체적인 예술작품으로 구현하고 있다. 이와 유사하게 오늘날 종합예술의 성격을 띠고 있는 컴퓨터게임은 문자, 이미지, 음성, 음향효과, 음악 등과 같은 서로 다른 매체들을 디지털 기술을 이용하여 하나로 통합시키고 있다. 바그너에게 있어서 드라마가 개별적인 예술영역을 하나로 통합시키는 유일한 매체적인 수단이었다면, 컴퓨터게임에서는 서로 다른 매체들의 통합이 디지털 기술로 인해 가능하게 된 것이다.
바그너에게 있어서 개별적으로 존재하는 예술들은 그 자체로 독립성을 유지하면서 다른 예술들과 상호보완적인 관계 속에서 하나의 총체적인 예술작품을 구현하고 있다. 이와 유사하게 컴퓨터게임에서도 개별 매체들이 다른 매체들과의 상호보완적인 관계 속에서 하나로 통합되어 나타나는데, 이때 주목할 점은 이들 개별 매체들이 그 자체로 독립적인 개체성을 유지하면서 다른 재체들과 하나로 통합된다는 점이다. 컴퓨터 게임 <니벨룽의 반지>는 바그너의 음악극에서 특히 전야에 해당하는 <라인의 황금>과 제1일에 해당하는 <발퀴레>의 이야기 구조를 게임의 형식에 맞게 개조하여 재매개하고 있다. 게임의 진행방식은 퍼즐을 풀면서 새로운 공간으로 자유롭게 이동해가는 어드벤처 게임의 유형을 취하고 있다. 바그너극의 주 무대가 인간세계가 탣ㅇ하기 이전인 원시적이고 초자연적인 신화의 세계라면, 컴퓨터게임의 주 무대는 인간세계가 종결된 이후인 공상과학적인 미래의 우주공간이다.
게임은 '나'라는 인물이 이쉬(Ish)로 지칭되는 제3의 인물이라는 것을 밝혀주고, '너희들'은 플레이어 자신임을 암시해주고 있다. 게임은 여기서 나의 이야기는 너희들의 이야기가 됨으로써, 결국 이쉬라는 인물과 플레이어가 동일한 관계에 있음을 암시해준다. 게임은 계속해서 바그너의 음악극에서 네 명의 캐릭터, 즉 알베리히, 로게, 지그문트, 브륀힐데를 발췌하여 그들을 중심으로 펼쳐지는 모험이야기를 보여주고 있다. 게임은 이처럼 이중의 틀구조 형식을 취하고 있는데, 하나는 플레이어 자신과 이쉬와의 동일한 관계로, 다른 하나는 이쉬와 네 명의 캐릭터들과의 동일한 관계로 구성되어 있다.
바그너의 음악극이 '반지'에 대한 소유권을 중심으로 선형적인 이야기 구조를 형성하고 있다면, 게임은 이와는 다르게 비선형적인 이야기 구조를 취하고 있다. 게임에서 플레이어는 네 명의 캐릭터 가운데 한 명을 선택하여 그를 중심으로 모험을 진행시킬 수 있다. 게임은 여기서 한편으로 비선형적인 이야기 구조를 통해 플레이어에게 자유로운 선택권을 부여해주지만, 다른 한편으론 게임에서 정한 규칙을 따라가야 한다는 측면에서 플레이어의 자유를 부분적으로 제한하고 있다. 플레이어가 선택할 수 있는 네 명의 캐릭터들은 각자 하나씩 특별한 능력을 소유하고 있으며, 자신의 독립된 이야기 구조를 형성하고 있다.

#### 캐릭터의 스토리와 능력
난쟁이족 알베리히는 난폭한 힘을 소유하고 있으며, 자신의 목적을 위해 이러한 힘을 이용할 수 있다. 게임에서 알베리히는 라인의 딸들에게서 훔친 황금을 이용하여 지하세계의 왕권을 되찾으려고 한다. 게임은 알베리히의 동생인 미메가 지하세계에 설치한 대장간에 숨겨둔 보물, 즉 여기서는 아이템을 얻어내는 것으로부터 시작된다.
로게는 불을 일으키는 능력을 소유하고 있으며, 자신의 목적을 위해 불의 힘을 이용할 수 있다. 게임의 무대는 우주공간에 떠있는 보탄이 살고 있는 발할성이다. 이 곳에서 거인족인 파프너와 파졸트는 보탄에게 성을 지어준 대가로 프라이아를 요구하는데 보탄이 이를 거절하자, 이들 간에 말다툼이 일어난다. 이때 보탄의 충신인 로게가 알베리히가 훔친 황금에 대해서 이야기하자, 보탄은 거인족에게 프라이아를 주는 대신에 황금을 주겠다고 약속한다. 보탄은 이어서 로게에게 알베리히가 살고 있는 지하세계로 내려가서 그로부터 황금을 빼앗아올 것을 명령한다. 게임은 로게가 알베리히로부터 황금을 빼앗기 위해 니벨하임에 도착하는 것으로부터 시작된다.
반은 사람이고 반은 늑대인 지그문트는 늑대와 같이 원초적인 본능을 소유하고 있으며, 어두운 곳에서도 볼 수 있는 능력을 지니고 있다. 지그문트는 어느 날 사냥에서 돌아온 후, 자신의 어미니가 살해되고 여동생이 사라진 것을 발견하게 된다. 게임은 지그문트가 사라진 여동생과 자신의 과거의 흔적을 되찾기 위해 모험을 떠나는 것으로부터 시작된다.
발퀴레인 브륀힐데는 마법의 창을 소유하고 있으며, 자신의 목적을 위해 마법의 창을 이용할 수 있다. 게임에서 브륀힐데는 보탄의 분노를 피하기 위해 네크로폴리스(죽은 자들의 도시)에 오는데, 이곳에서 그녀는 파괴된 질서를 다시 회복하려고 한다.